# 郭振玺
郭振玺（1965年—），山东省汶上县人，分别在山东大学和兰州大学取得物理系学士和企业管理系硕士学位，历任中华人民共和国国家广播电影电视部办公厅任秘书、中国中央电视台经济部作编辑记者和制片人、央视广告部副主任和主任、央视广告经济信息中心副主任、央视财经频道总监和广告经济信息中心主任等职务。2014年6月1日被吉林省检方带走调查。
2015年6月28日，据中华人民共和国审计署发布的审计报告，郭振玺因涉嫌利用组织有关评选活动的影响，以广告代理或接受赞助的名义牟取私利。